# Брэдстрит, Джон
Джон Брэдстрит (англ. John Bradstreet; 21 декабря 1714 — 25 сентября 1774) —  офицер британской армии, участник войны короля Георга, франко-индейской войны и восстания Понтиака. Родился в Аннаполис-Ройале, Новая Шотландия, в семье лейтенанта британской армии и матери, уроженки Акадии. В 1747 году он занимал пост коммодор-губернатора Ньюфаундленда, а во время восстания Понтиака руководил экспедицией в регионе Великих озёр. Умер в Нью-Йорке в 1774 году.

## Биография
Джон Брэдстрит родился в 1714 году в Аннаполис-Ройале в семье Агаты де Сент-Этьен де Ла Тур и её первого мужа, Эдварда Брэдстрита. При рождении был назван Жан-Батистом, но позднее сменил имя на Джон. Поступил на службу в британскую армию, благодаря влиянию своей матери получил звание прапорщика. Ранняя военная служба Брэдстрита состояла из гарнизонной службы в Новой Шотландии в составе 40-го пехотного полка, во время которой он воспользовался своим акадийским происхождением и занялся торговлей провизией и пиломатериалами с французами в Луисбурге. Когда началась война короля Георга, он, будучи уже офицером, попал в плен во время французского рейда на Кансо, однако был освобождён в течение года. Брэдстрит был повышен до подполковника 1-го Массачусетского полка и внёс свой вклад в победу при Луисбурге, который пал после осады в 1745 году. Через два года он был назначен коммодор-губернатором Ньюфаундленда.
В 1751 году Брэдстрит отправился в Англию и вернулся в Америку через четыре года. В 1755 году он был назначен генерал-адъютантом губернатора Уильяма Ширли. В 1756 году он повёл колонну помощи в форт Осуиго с припасами. По возвращении Брэдстрит был атакован французами и индейцами. Он выжил, но его предупреждения губернатору Ширли и лорду Лаудону об угрозе форту Осуиго были в значительной степени проигнорированы. В том же году французы захватили и сожгли форт. 27 декабря 1757 года он получил чин подполковника, а в 1758 году участвовал в сражении при Карильоне, где возглавлял авангард после смерти генерала Джорджа Хау. Битва стала самым кровопролитным сражением франко-индейской войны и закончилась разгромом британской армии. Брэдстрит попытался организовать отступление, но оно превратилось в хаотичное бегство. После неудачной попытки захватить Тикондерогу он предложил атаковать форт Фронтенак, ключевую французскую базу снабжения на озере Онтарио. Его идея встретила одобрение британского командования, и Брэдстриту были предоставлены силы численностью около 3000 человек для проведения операции. Он достиг озера Онтарио 21 августа и четыре дня спустя был в пределах видимости форта, который сдался 27 августа. После разграбления и сожжения форта его войско отступило на британскую территорию. В результате этой атаки французы лишились важного военного поста и их линия снабжения была прервана.
В 1764 году Брэдстрит возглавил карательную экспедицию во время восстания Понтиака. Его армия должна была переправиться по воде через озеро Эри и заставить капитулировать индейские племена Великих озёр. Армада Брэдстрита остановилась у форта Преск-Иль, где он встретился с вождями минго, вайандотов, шауни и западных делаваров, среди которых присутствовал и один из лидеров восстания Гайасута. Вожди заверили его, что отозвали своих воинов с фронтира и пришли сюда заключить мирный договор. Брэдстрит не стал уточнять полномочия послов и решил заключить соглашение. Позднее главнокомандующий британскими войсками в Северной Америке генерал Томас Гейдж обвинил его в превышении полномочий. Брэдстрит ответил Гейджу, что инструкции, которые он получил, наделяли его правом заключить мир с индейцами, и что условия, предложенные в Преск-Иле, были очень выгодные для британцев. В конце концов экспедиция Брэдстрита была признана провальной, так как делавары, шауни и минго не пострадали и продолжили свои рейды на британские поселения.
В поздние годы Брэдстрит процветал в финансовом отношении благодаря спекуляции землёй и другим сделкам, но его военная карьера застопорилась. Все его проекты, такие как создание полноценной колонии в Детройте с ним в качестве губернатора, в конечном итоге потерпели неудачу. Джон Брэдстрит умер в Нью-Йорке 25 сентября 1774 года.